# Alphitobius kochi
Alphitobius kochi – gatunek chrząszcza z rodziny czarnuchowatych i podrodziny Tenebrioninae.
Gatunek ten został opisany w 1958 roku przez Paula Ardoin, który jako miejsce typowe wskazał N’Kongsambę.
Czarnuch o ciele długości 3-4 mm i głowie z canthusem policzków wystającym na zewnątrz poza obrys oczu. Przedplecze ma najszersze pośrodku lub tuż za nim. Krawędzie boczne przedplecza są zaokrąglone ku tylnym kątom. Pokrywy pokryte delikatnymi mikroszczecinami. Na pokrywach wyraźne rzędy punktów i dobrze wyniesione, prawie kilowate międzyrzędy. Wierzchołkowa część edeagusa z zaokrąglonym czubkiem.
Chrząszcz afrotropikalny, znany z Kamerunu, Wybrzeża Kości Słoniowej, Ghany, Liberii i Togo.